# ニューサウスウェールズ州営鉄道Sputnik電車
Sputnik（スプートニク）は、かつてニューサウスウェールズ州営鉄道（現：シドニー・トレインズ）が所有していた、コモンウェルス・エンジニアリング製電車の愛称である。シドニーの近郊電車として最後に導入された1階建て電車となった。

## 概要
シドニーから郊外に延びる鉄道網の電化は1926年から始まり、1930年代後半から1940年代にかけて一時中断していたものの、1950年代以降旅客・貨物輸送の拡充のためブルー・マウンテンズ地域を走るシドニー西部方面の路線の電化工事が再開された。それに伴う旅客需要の増加に対応するため1954年にコモンウェルス・エンジニアリングに新型電車の発注が行われ、そのうち近郊輸送用に80両の製造が実施されたのが"Sputnik"と呼ばれた電車である。
リベットが存在しない全溶接構造の車体を有し、4両編成に加え2本を繋いだ8両編成で運用された。乗降扉には、シドニーに導入された量産型近郊電車として初めてドアエンジン駆動式の自動ドアが採用された。また従来の電動車は台車の1軸のみに電動機が搭載されていたが、"Sputnik"は2軸とも動軸となっており車両あたりの出力が増大した。一方で制御電圧（120 V）や制動装置が異なるため、製造当初は他の1階建て車両と連結する事は出来なかった。

## 運用
最初の編成は1957年から営業運転を開始し、1960年代中盤まで製造が行われた。当初はS形という形式名で、愛称の"Sputnik"（スプートニク）はその頭文字および登場した同年にソビエト連邦が打ち上げに成功した人工衛星・スプートニク1号にちなんで名付けられた。また導入当初は全80両のうち72両（4両編成18本）が営業運転に使用され、残りの8両は故障時の予備車として使用されていた。
その後、更なる利用客増加に対応するべく、1964年以降編成の中間車2両がタロック・リミテッド製の2階建て車両と交換された。それに伴い捻出された中間付随車はドアエンジンの撤去による乗降扉の手動化や制御電圧（120 V→36 V）等の改造工事、車番変更を経て"Sputnik"以前に導入された1階建て電車による4両編成の中間車へと転用され、長年使用されていた木造付随車を置き換えた。また1972年以降2階建て量産電車であるS形電車の導入が開始された事に伴い、混用を避けるため形式名がW形へ変更された。
1977年から1978年にかけて一部車両に更新工事が施されたが、2階建て車両の増備に伴い従来車と共に廃車が進み、従来車と編成を組んでいた手動扉の付随車は1992年1月までに引退した。電動制御車については以降もシドニーの近郊電車最後の1階建て車両として運用に就いたが、T形電車 "Tangara"に置き換えられる形で中間の2階建て付随車と共に1993年11月をもって営業運転から引退し、翌1994年までに全車廃車となった。
2019年現在、電動制御車2両（C3702、C3708）を始めとした一部車両が各地に保存されている。